# Флюороз
Флюоро́з (лат. Fluorum — фтор + osis) — хроническое заболевание, развивающееся до прорезывания зубов (и после) при длительном приёме внутрь воды или продуктов с повышенным содержанием соединений фтора (а также фтор поступает в организм при акте дыхания в загрязнённой атмосфере). Заболевание носит эндемический характер.

## История
Ещё в 1890 г. изменения зубов при флюорозе были описаны как крашеные или чёрные зубы. Впоследствии подобные зубы стали называть «испещрённые», «рябая эмаль», «пятнистая эмаль». Последнее название, данное Блеком в 1916 г., нашло наиболее широкое распространение в специальной литературе. Только в 1931 г. было установлено, что в питьевой воде населённых пунктов, где наблюдается пятнистость эмали, было повышено содержание микроэлемента фтора.

Позднее было установлено, что поражение зубов при флюорозе — не единственный признак этого заболевания. При значительных концентрациях фтор способен поражать и костный скелет человека.

## Поражаемость
В соответствии с СанПиН 2.1.4.1074-01 максимальная допустимая концентрация фтора в воде, должна быть не более 1,5 мг/л. Но даже при концентрации фтора 1.5 мг/л, зубы могут поражаться у некоторого процента людей. Это связано с индивидуальной реакцией организма каждого человека, а также со средней температурой окружающей среды (с повышением температуры повышается потребление воды).
Человек в сутки получает около 3 мг фтора (0,5—1,1 мг с пищей и 2,2—2,5 мг с водой). Фтор, находящийся в продуктах, которые мы едим, всасывается гораздо хуже, чем фториды, находящиеся в воде.
Если взрослый человек употребляет длительное время воду с повышенным содержанием фтора, то его зубы со сформированной эмалью не поражаются флюорозом. Но если концентрация фтора в воде превышает 6 мг/л, тогда флюороз может поразить и уже сформированные зубы.
Наблюдается некоторая закономерность в поражении зубов флюорозом, от степени концентрации фтора в эндемической зоне:
| концентрация фтора в воде (мг/л) | поражённое население (%) |
| -------------------------------- | ------------------------ |
| от 0,8 до 1,0                    | 10 — 12                  |
| от 1,0 до 1,5                    | 20 — 30                  |
| от 1,5 до 2,5                    | 30 — 40                  |
| свыше 2,5                        | более 50                 |

### Причины возникновения и проявление
Флюороз зубов (эндемический флюороз зубов) — это хроническое заболевание, встречающееся в местностях с избыточным содержанием фтора в питьевой воде. Заболевание, развивающееся до прорезывания зубов.
При флюорозе поражается преимущественно эмаль зубов. Флюороз обусловлен длительным поступлением в организм микроэлемента фтора и выражается образованием на поверхности эмали пятен и дефектов различной величины, формы и цвета. В тяжёлых случаях поражаются кости скелета.
Оптимальной концентрацией фтора в воде считается 1мг/л. При концентрации более 1 мг/л. развивается флюороз. Особенно подвержены заболеванию флюорозом дети в возрасте 3-4 лет, если они прожили в местности с повышенным содержанием фтора в питьевой воде более 3-х лет. Флюорозом, как правило, поражаются только постоянные зубы. Предполагают, что плацента задерживает поступление излишков фтора в организм плода. Редко наблюдаются случаи поражения флюорозом уже прорезавшихся зубов в местностях с содержанием фтора в воде свыше 10-15 мг/л.
Как правило, при флюорозе поражаются симметричные зубы (например, центральные резцы). В основном постоянные зубы детей, с рождения проживающих в эндемическом очаге. Очень редко поражаются молочные зубы. Это связано с тем, что минерализация молочных зубов заканчивается ещё в утробе матери, что обуславливает задержку большого количества фтора гематоплацентарным барьером. Конечно, если содержание фтора в воде чрезвычайно высокое, то и молочные зубы подвергаются поражению.

## Классификация
В России наиболее распространена классификация В. К. Патрикеева (1956). В зависимости от тяжести проявления флюороза зубов различают следующие формы: штриховую, пятнистую, меловидно-крапчатую, эрозивную и деструктивную.
Первые три формы протекают без потери тканей зуба, а эрозивная и деструктивная — с потерей.
Штриховая форма флюороза характеризуется появлением небольших меловидных полосок — штрихов, расположенных в подповерхностных слоях эмали. Полоски могут быть обозначены хорошо, но часто они выражены слабо и проявляются при высушивании поверхности зуба. Слияние полос приводит к образованию пятна, в котором всё же различимы полосы. Штриховая форма чаще наблюдается на вестибулярной поверхности резцов верхней челюсти, реже — на нижней.
Пятнистая форма характеризуется наличием хорошо выраженных меловидных пятен без полос. Меловидные пятна множественные, расположены по всей поверхности зубов. Иногда они, сливаясь, образуют пятно большого размера. Меловидно-изменённый участок эмали постепенно переходит в нормальную эмаль. Пятнистое поражение эмали наблюдается на многих зубах, но особенно выражено на резцах верхней и нижней челюстей. Иногда изменяется цвет участка поражения — пятно приобретает светло-коричневый цвет. Особенностью этой формы флюороза зубов является то, что эмаль в области пятна гладкая, блестящая.
Меловидно-крапчатая форма характеризуется значительным многообразием. Обычно эмаль всех поверхностей имеет матовый оттенок, и на этом фоне имеются хорошо очерченные пигментированные пятна. Иногда эмаль желтоватого цвета с наличием множественных пятен, точек. В некоторых случаях вместо точек имеются поверхностные поражения с убылью эмали (диаметром 1,0-1,5 мм и глубиной 0,1-0,2 мм). При меловидно-крапчатой форме наблюдается быстрое стирание эмали с обнажением пигментированного дентина тёмно-коричневого цвета.
Эрозивная форма характеризуется тем, что на фоне выраженной пигментации эмали имеются значительные участки, на которых она отсутствует, различной формы дефекты — эрозии. При эрозивной форме выражено стирание эмали и дентина.
Деструктивная форма характеризуется нарушением формы коронок зубов за счёт эрозивного разрушения и стирания твёрдых тканей.
Деструктивная форма наблюдается в районах, в водоисточниках которых фтора содержится свыше 5 мг/л. При этой форме ткани зуба хрупкие, нередко наблюдается их отлом. Однако полость зуба не вскрывается за счёт отложения заместительного дентина.
При тяжёлых формах флюороза отмечается поражение костей скелета. Тяжесть заболевания обусловлена не только концентрацией фтора в воде, но и зависит от ряда факторов. Дети, перенёсшие флюороз в период минерализации зубов, в большей степени поражаются флюорозом.
Степени поражения флюорозом, согласно классификации Мюллера (1965), применяемой ВОЗ:
- Очень лёгкая форма флюороза. Цвет эмали практически не изменён.

- Лёгкая форма флюороза. Наблюдается появление молочно-белых полос или таких же мелких пятен на единичных зубах. При этом область поражения не превышает 25 % общей площади коронки зуба.

- Умеренная форма флюороза. Площадь поражения меловидными пятнами и полосками достигает 50 %.

- Средняя — вдобавок к меловидным появляются пятна коричневого или желтоватого цвета. Для этой степени характерна подверженность кариесу.

- Тяжёлая форма флюороза. Происходит поражение большей части коронки зуба, к выраженной пигментации добавляется нарушение структуры твёрдых тканей. Происходит деформация коронки, эмаль подвержена стиранию и скалыванию. При третьей степени флюороз может поражать костные ткани скелета.

## Патологическая анатомия
Характер изменений во многом зависит от формы клинического поражения (тяжести изменений). При начальной форме заболевания (штриховая и пятнистая формы) в подповерхностном слое обнаруживаются изменённые участки различных размеров и очертаний. Резко выражены полосы Гунтера — Шрегера, которые дугообразно изгибаются и доходят до эмали, хорошо видны линии Ретциуса. Поверхность эмали наряду с ровными очертаниями имеет отдельные выпуклости и впадины. Дентиноэмалевое соединение зубчатой формы. Поверхностный слой эмали имеет муаровый рисунок, что обусловлено увеличением межпризменных пространств за счёт частичной резорбции эмалевых призм, зонами гипо- и гиперминерализации.
Эмалевые призмы частично разрушаются, расширяются межпризменные пространства, пополнение которых аморфным материалом происходит за счёт резорбирующихся призм. В зоне поражения наблюдается неоднородная минерализация эмали (участки гипоминерализации чередуются с участками гиперминерализации). В дальнейшем усиливаются процессы деминерализации, повышается проницаемость эмали вследствие увеличения объёма микропор (микропространств).
При помощи микрорентгенографии установлено, что на участке пятен флюороза наружных слоёв отчётливо выявлено снижение плотности, что указывает на уменьшение минерализации. Подобные данные объясняют причину пигментации эмали. Происходит это за счёт проникновения красящих веществ в участки эмали с повышенной проницаемостью. Это подтверждается и тем, что участки пигментации флюорозных зубов содержат большее количество азотсодержащих органических веществ.
Под электронным микроскопом при лёгких степенях поражения отмечается подчёркнутость структур кристаллов гидроксиапатитов. При тяжёлых формах чёткость структур снижается.
При помощи поляризационной микроскопии установлены наиболее выраженные изменения в наружных слоях эмали. В участках флюорозного пятна поражено преимущественно межпризменное пространство.

## Дифференциальный диагноз
Флюороз на стадии пятна дифференцируют от кариеса, для которого характерно одиночное поражение в типичных для кариеса участках (пришеечная область, контактная поверхность). При флюорозе поражения множественные, располагаются на вестибулярной и язычной поверхностях. Кроме того, флюороз проявляется с момента прорезывания зубов.

## Диагностика флюороза
Диагностировать флюороз зубов, как у ребёнка, так и у взрослых людей не составит особого труда. При этом обнаружить флюороз у детей может, как стоматолог, так и педиатр. Диагностирование этого заболевания основано на клинических проявлениях, характерных для разных степеней флюороза. Однако специалисту предстоит дифференцировать его от кариеса в стадии пятна. Если для кариеса характерны единичные поражения, располагающиеся в типичных местах, то флюороз проявляется множественными изменениями, которые появляются вскоре после прорезывания основных зубов.

## Лечение
В зависимости от стадии патологического процесса применяются либо местное отбеливание и последующее реминерализация, либо восстановления повреждённой поверхности пломбой или ортопедической конструкцией.
При флюорозе, сопровождающемся только изменениями цвета эмали (штриховая, пятнистая и меловидно-крапчатая форма), проводится местное лечение — отбеливание с последующей реминерализующей терапией. В качестве отбеливающего препарата используются растворы неорганических кислот, пероксида водорода в концентрациях 6 % и 30 % (пергидроль), пероксида карбамида 10 % концентрации, смесь соляной кислоты (19-36 %) и пероксида водорода. После тщательного удаления зубного налёта и изоляции зуба от слюны ватными тампонами поверхность зуба высушивают и обрабатывают 20-30 % раствором кислоты (соляной или фосфорной) в течение 2-3 мин до просветления эмали. После этого поверхность зуба промывают водой и высушивают. Очень важно, чтобы после обработки зуба кислотой и высушивания он не соприкасался со слюной. Не рекомендуется принимать пищу в течение двух часов после процедуры. Последующую реминерализацию проводят 10 % раствором глюконата кальция в течение 15-20 минут. В следующее посещение (не более чем через 1-2 сут) процедуру повторяют с той лишь разницей, что раствором кислоты тщательно обрабатывают только изменённые в цвете участки эмали. Курс лечения составляет по разным источникам 3-4, 10-15 либо 15-20 процедур, вероятно, зависит от степени поражения зубов. В период лечения рекомендуется принимать внутрь глюконат кальция, глицерофосфаты. Стойкий эффект наблюдается в течение 6-8 мес. Повторные курсы лечения необходимо проводить через 6-8 мес, с появлением пигментированных пятен. На начальной стадии флюороза положительный эффект в плане реминерализации даёт препарат ремодент. Рекомендуется строгое соблюдение правил личной гигиены. Для чистки зубов используется паста реминерализующего действия. После завершения курса реминерализирующей терапии поверхность зубов целесообразно покрыть фторлаком.
При эрозивной и деструктивной формах поражения, сопровождающихся нарушением целости эмали, восстанавливают цвет и форму коронок зубов с помощью композитных пломбировочных материалов или ортопедической конструкцией. В некоторых случаях при отломе коронок или разрушений значительной части для фиксации используются штифты.

## Профилактика
Профилактика флюороза должна проводиться везде, где имеет место повышенное содержание фтора в источниках водоснабжения. Особое внимание следует уделять районам, где в воде содержится более 2 мг/л фтора. По современным представлениям, фтор всасывается на амелобласты, нарушая процесс образования и минерализации эмали. В связи с этим интенсивные профилактические мероприятия должны проводиться в период закладки зубов и их минерализации.
Профилактические мероприятия делятся на коллективные меры, направленные на уменьшение содержания фтора в питьевой воде, и на меры индивидуальной профилактики.
Уменьшение количества фтора в питьевой воде может быть достигнуто путём замены водоисточника или снижения содержания фтора за счёт смешения водоисточников с использованием, например, скважин и ледниковой воды в горной местности. Существуют методики очистки питьевой воды от избытка фтора. Следует, однако, иметь в виду, что полностью обеспечить население эндемических районов очищенной от фтора питьевой водой невозможно, хотя для небольших контингентов детского населения это делать можно.
Индивидуальные меры профилактики должны проводиться с момента рождения ребёнка. В первую очередь следует избегать искусственного вскармливания и раннего прикорма ребёнка. С началом прикорма не следует вводить в пище большое количество воды, а нужно заменять молоком и соками. Клинические наблюдения показали, что дополнительное введение в пищу витамина С, D, глюконата кальция в значительной степени уменьшает проявление флюороза. Важное значение имеет состав пищевого рациона. В частности, следует исключать или ограничивать продукты, содержащие фтор (морская рыба, животное масло, шпинат и др.). Особо важное значение в профилактике флюороза имеет вывоз детей на летний период из эндемического района. Клинические наблюдения показали, что замена водоисточников в течение 3-4 мес ежегодно в первые 8-10 лет жизни ребёнка способствует нормализации образования эмали и в значительной степени снижает процент поражения зубов флюорозом.